# Neuromodulacija (medicina)
Neuromodulacija je minimalno invazivan metoda za kontrolu hroničnog bola koja podrazumeva odgovarajuću, veštačku obradu bolnog impulsa električnim ili hemijskih stimulusima u cilju smanjenja intenziteta bola. Bilo koja oblast nervnog sistema može biti subjekt električne neuromodulacije sa efektom na lečenje hroninog, a posebno neuropatskog bola. Ova inovativna tehnologija ciljane primene električnih ili hemijskih stimulusa na pojedine grupe nervnih ćelija, nastale je kao rezultat naglog razvoja neuronauka, bioinženjeringa i mikroelektronike.
Osnovne tehnike neuromodulacije su električna neurostimulacija i kontinuirano ubrizgavanje lekova u moždanu tečnost (hemijska neuromodulacija). Kod električne neuromodulacije, koja se naziva i neurostimulacija, koristi se niskovoltažna jednosmerna struje a kod hemijske određeni lekovi, najčešće morfijum i baklofen. Akupunktura je jedna od najstarija metoda neuromodulacije. 

## Istorijat
- Otkriće i primena električne stimulacije nervnog sistema ima dugu i složenu istoriju.. Prvi začeci praktične primene stimulacije mozga sežu u drugu polovinu 20. veka, kada su brojni naučnici (Delgado, Heath, Hosbuch i drugi) sproveli istraživnja. Nažalost njihovi uspesi bili su ograničeni trenutno dostupnom (nesavršenom) tehnologijom.
- Heath, tokom 1950, stimulisao je subkortikalna područja i sačinio detaljna zapažanja o promenama u ponašanju.
- Nova saznanja o bolu i njegovoj percepciji, 1965, donele su brojne teorije o prenosu bola preko nervnih vlakana. Nadovezujući se na te teorije, 1967, prvu praktičnu primenu kontrole stimulusa prikao je dr Norm Shealy sa Western Reserve Medicinskog fakulteta, pomoću uređaja, koji je prilagodio tim istraživanjima Tom Mortimer, apsolvent na  institutu za tehnologiju (Case Institute of Technology).
- Hosbuchi je među prvima podneo izveštaj o ublažavanju bola denervacijom lica električnom stimulacijom somatosenzorniog dela talamus, označivši tim otkrićem početak doba duboke stimulacije mozga.

## Modulacija bola
Kod bola, u odnosu na druge osećaje u ljudskom organizmu, postoji najveća razlika između stvaranje bolnog imulsa u nociceptorima (ulaznog signala) i konačnog osećaja bola koji se formira u mozgu (registrovanog signala). Naime u toku provođenja impulsa od prijemnika za bol (nociceptora) do centara za bol u kori velikog mozga, bolni impuls, može da se značajno menja pod dejstvom različitih drugih impulsa iz drugih delova nervnog sistema. Ovaj se proces označava kao obrada (modulacija) bola.

## Značaj neuromodulacije
Kako je životni vek čoveka sve duži, sve je više starijeg stanovništva, kod koga treba očekivati i sve veći porast broja hroničnih bolesnika.
Istraživanja sprovedena u više država u 2013. godini, pokazala su da jedan od pet evropljana boluje od hroničnog bola, koji nije izazvanz rakom. Lečenje hroničnog bola košta evropski zdravstveni sistem oko 300.000.000.000 € godišnje zbog troškova lečenja i izgubljene produktivnosti.
U zamljama razvijenog sveta, 20% ljudi živi sa hroničnim netumorskim bolom, prema izveštaju SZO.
U 2011, prema izveštajima iz SAD više od 100 miliona amerikanaca živi sa bolom, i za to se godišnje izdvaja 635 milijardi dolara.
Kako sve veća prevalencije hroničnog bola, naročito kod starije populacije, kada sistemska primena analgetika, naročito opioida, npr. kod hroničnog nekarcinomskog bola, nameće stav da je sve manje prihvatljiva opcija lečenja bola sisitemskim analgeticima. Minimalnoinvazivni zahvati, kao što je neuromodulacija, samo su deo multimodalnog lečenja hroničnog bola, sa stalnim uvođenjem novijih intervencija, koje se razvijaju paralelno sa povećanim razumevanjem patofiziologije bola, i razvojem bioinženjeringa i mikroelektronike.
Za razliku od konvencionalnih invazivnih hirurških metoda lečenja koje dovode do trajnih, ponekada i mutilantnih promena u operisanom organizmu, neuromodulatorne metode su minimalno invazivne i reverzibilne, što znači da u slučaju neuspeha lečenja nema trajnih posledica koje bi dodatno ugrožavale ili otežavale funkcionalnost bolesnika.
Neuromodulacija, kao i drugi minimalnoinvazivni zahvati, svakako nije uvek pravi izbor za lečenje bola (kako se to popularno kaže „terapija prvog izbora“), ali je kod nekih bolesnika „jedina opcija“ nakon neuspešnoga farmakološkog i nefarmakološkog lečenja hroničnog bola. Takođe ova vrsta lečenja je jedina preostala mogućnost za bolesnika sa neprihvatljivim neželjenim reakcijama nakon drugih oblika analgetske terapije.

## Ograničavajući faktor za primenu neuromodulacije
Kako dosadašnja klinička iskustva još nisu potpuno pokrivena dovoljnim brojem validnih studija kod svih invazivnih metoda, u koje spada i neuromodulacija, potrebno je novim istraživanjima sve to potvrditi ili dokazati.
Takođe kao jedan od ključnih ograničavajućih faktora za masovniju primenu neuromodulatornih metoda (ne računajući električna neurostimulacija preko kože-TENS), je visoka cena implantata, što ih čini nedostupnim mnogim bolesnicima sa skromnim primanjima i nepotpunom zdravstvenom zaštitom. (kao što je npr to i u Srbiji).
Međutim dosadašnja iskustva iz razvijenih zemalja potvrdila su opravdanost primene neuromodulatorne terapije zbog velike uštede koja se može ostvariti na račun smanjenja troškova dodatne medicinske nege i socijalne pomoći, kupovine medicinskih pomagala, stalnih poseta lekaru i bolničkog lečenja komplikacija osnovne bolesti i invaliditet do koga ta bole dovodi, odnosno mogućnosti vraćanja delimične ili potpune radne sposobnosti.

## Oprema
Neuromodulatorna metoda lečenja zasniva se na primeni minijaturnih aparata-implantata,  neurostimulatora, elektroda, infuzionih pumpu, cevčica za dopremanje leka na mesto delovanja, koji vrše neuromodulaciju. Kao što im i samo ime kaže ovi „implantati“ u potpunosti se usađuju u telo bolesnika. Njihov rad se, potpuno bezbolno, kontroliše i podešava preko kože, primenom telemetrijske tehnologije.

## Neuromodulacija velikog mozga
U procesu neuromodulacije veliki mozak deluje se stimulacijom superficijalnoga motornog korteksa ili dubokom moždanom stimulacijom. Senzorni motorni korteks stimuliše se kod neuropatskih
bolnih stanja kao što su:
- trigeminalna neuralgija,
- centralna neuropatska bol,
- fantomski bol udova,
- postherpetična neuralgija.

## Intraspinalna neuromodulacija
Kod intraspinalne neuromodulacije elektrode se najčešće plasirju u spinalni kanal. Modulacija dorzalnih rogova epiduralnim elektrodama najčešce se primenjuje kod hroničnog bola i vaskularnih poremecaja.
Momentalno dostupni sistemi aktiviraju mijelinizovana Aβ-vlakna, a ne aktiviraju nemijelinizovana C-vlakna ili slabo mijelinizovana Aδ-vlakna. Neuromodulacijom izazvano smanjenje neuropatskog oblika bola dorzalnog roga, zavisi pre svega od endogenim mehanizmima smanjene razdražljivosti u
zadnjem rogu.
Veliki broj naučnih studija smatra da su GABA-ergički mehanizmi analgezije glavni faktori kod neuromodulacije dorzalnih kolumna. Obrnuto, neuspešno lečenje bola neuromodulacijom dorzalnih kolumna može biti posledica gubitka velikih funkcionalnih vlakana, promenom u fenotipu ili gubitkom GABA-ergičke inhibitorne mreže u zadnjem rogu.
Selektivna stimulacija nervnih korena uključuje delovanje na dorzalne korene spinalnih živaca u neuralnom foramenu preko intraspinalnog ili ekstraspinalnog pristupa, u kome elektrode leže paralelno sa ulaznim vlaknima.
Ganglije dorzalnog roga drugi su potencijalni cilj neuromodulacije, a nalaze se intraspinalno između pedikula neuralnih foramena. Navedene strukture izlažu se dejstvu radiofrekventne energije tokom lečenja neuropatskog radikularnog bola. Postoje i stavovi da su reverzibilne tehnike kao što je neuromodulacija bolje od destruktivnih tehnika kao što je radiofrekvencija.

## Neuromodulacija perifernog nervnog sisitema
Periferni živci mogu biti pojedinačno stimulisani elektrodama postavljenim supkutano (potkožno) na celoj dužini ciljanog živca. Najcešci periferni živci koji se leče neuromodulacijom su: 
- ilioingvinalni živci zbog bola nakon operacije preponske kile (hernije),
- veliki i mali okcipitalni živci stimulisani bolom u okcipitalnoj neuralgiji,
- interkostalni (međurebarni) živci stimulisani bolom u području rebara,
- živci stimulisani bolom u području donjih udova,
- živci u području stopala.

Ponekad se ova metoda može primjenjivati u kombinaciji sa intraspinalnom i perifernom stimulacijom, npr. kod radikularnog bola u donjim udovima ili bola u leđima.

## Literatura
- „Neuromodulation: Technology at the Neural Interface”. doi:10.1111/(ISSN)1525-1403.

## Spoljašnje veze
- Neuromodulation and Neural Plasticity
- International Neuromodulation Society
- Scolarpedia article on neuromodulation
- Neuromodulation Appropriateness Consensus Committee

|  | Molimo Vas, obratite pažnju na važno upozorenje u vezi sa temama iz oblasti medicine (zdravlja). |